# Dasineura rosarum
Dasineura rosarum är en tvåvingeart som först beskrevs av Hardy 1850.  Dasineura rosarum ingår i släktet Dasineura och familjen gallmyggor. Inga underarter finns listade i Catalogue of Life.